# Deutsche Feldhandball-Meisterschaft der Frauen 1933/34
Die Deutsche Feldhandball-Meisterschaft der Frauen 1933/34 war die erste einheitliche deutsche Feldhandball-Meisterschaft der Frauen. Bis 1933 existierte in Deutschland kein Dachverband für Handball. Daher spielten unabhängig voneinander mehrere Sportverbände ihre Meister aus. Die diesjährige Meisterschaft wurde vom Deutschen Reichsausschuss für Leibesübungen (DRL) organisiert. Im Zuge der Gleichschaltung wurden die historisch gewachsenen Verbandsgebiete nun den politischen Gliederungen angepasst. Es entstanden 16 Handball-Gauligen, deren Sieger sich für die diesjährige deutsche Feldhandball-Meisterschaft qualifizierten.
Die diesjährige Meisterschaft fand im K.-o.-System statt. Der Eimsbütteler TV setzte sich im Finale am 10. Juni 1934 gegen den VfR Mannheim mit 6:5 nach Verlängerung durch und wurde erstmals Deutsche Handballmeister der Frauen.

## Teilnehmer an der Endrunde
| Verein                   | Qualifiziert als                           |
| ------------------------ | ------------------------------------------ |
| TV Ohra Danzig           | Meister der Gauliga I Ostpreußen           |
| SC Preußen Stettin       | Meister der Gauliga II Pommern             |
| SC Charlottenburg        | Meister der Gauliga III Berlin-Brandenburg |
| SV Stabelwitz Breslau    | Meister der Gauliga IV Schlesien           |
| SV Fortuna Leipzig       | Meister der Gauliga V Sachsen              |
| Magdeburger Frauen-SC    | Meister der Gauliga VI Mitte               |
| Eimsbütteler TV          | Meister der Gauliga VII Nordmark           |
| TK Hannover              | Meister der Gauliga VIII Niedersachsen     |
| nicht überliefert        | Meister der Gauliga IX Westfalen           |
| Duisburger TV 1848       | Meister der Gauliga X Niederrhein          |
| Mülheimer SV 06          | Meister der Gauliga XI Mittelrhein         |
| CT Hessen-Preußen Kassel | Meister der Gauliga XII Hessen             |
| Stadt-SV Frankfurt       | Meister der Gauliga XIII Südwest           |
| VfR Mannheim             | Meister der Gauliga XIV Baden              |
| Turnverein Bad Cannstatt | Meister der Gauliga XV Württemberg         |
| SpVgg Fürth              | Meister der Gauliga XVI Bayern             |

## Ausscheidungsrunde
|                       | Ergebnis |                       |
| --------------------- | -------- | --------------------- |
| TK Hannover           | 3:5      | Eimsbütteler TV       |
| TV Bad Cannstatt      | 0:6      | SpVgg Fürth           |
| VfR Mannheim          | 3:2      | Stadt-SV Frankfurt    |
| TV Ohra Danzig        | 0:6      | SC Charlottenburg     |
| SV Stabelwitz Breslau | 1:4      | SV Fortuna Leipzig    |
| SC Preußen Stettin    | 2:3      | Magdeburger Frauen-SC |
| Mühlheimer SV 06      | 3:1      | Duisburger TV 1848    |

- CT Hessen-Preußen Kassel erhielt ein Freilos

## Zwischenrunde
|                          | Ergebnis |                       |
| ------------------------ | -------- | --------------------- |
| SC Charlottenburg        | 2:3      | Eimsbütteler TV       |
| SpVgg Fürth              | 2:4      | VfR Mannheim          |
| SV Fortuna Leipzig       | 2:1      | Magdeburger Frauen-SC |
| CT Hessen-Preußen Kassel | 2:1      | Mühlheimer SV 06      |

## Halbfinale
|                    | Ergebnis |                          |
| ------------------ | -------- | ------------------------ |
| Eimsbütteler TV    | 11:0     | CT Hessen-Preußen Kassel |
| SV Fortuna Leipzig | 01:2     | VfR Mannheim             |

## Finale
| Datum         |              | Ergebnis  | !Ort                         |
| ------------- | ------------ | --------- | ---------------------------- |
| 10. Juni 1934 | VfR Mannheim | 5:6 n. V. | Eimsbütteler TV \|\|Mannheim |